# Lešetice
Lešetice település Csehországban, a Příbrami járásban. Lešetice Milín, Lazsko és Příbram településekkel határos. Lakosainak száma 215 fő (2024. január 1.).

## Népesség
A település lakosságának változását az alábbi diagram mutatja:
| Lakosok száma | 250  | 266  | 260  | 172  | 134  | 84   | 182  | 188  | 204  | 215  |
|               | 1869 | 1890 | 1921 | 1950 | 1980 | 2001 | 2017 | 2019 | 2022 | 2024 |